# Centromerus sylvaticus paucidentatus
Centromerus sylvaticus paucidentatus is een spinnensoort in de taxonomische indeling van de hangmatspinnen (Linyphiidae).
Het dier behoort tot het geslacht Centromerus. De wetenschappelijke naam van de soort werd voor het eerst geldig gepubliceerd in 1983 door Deltshev.